# Western & Southern Open 2015

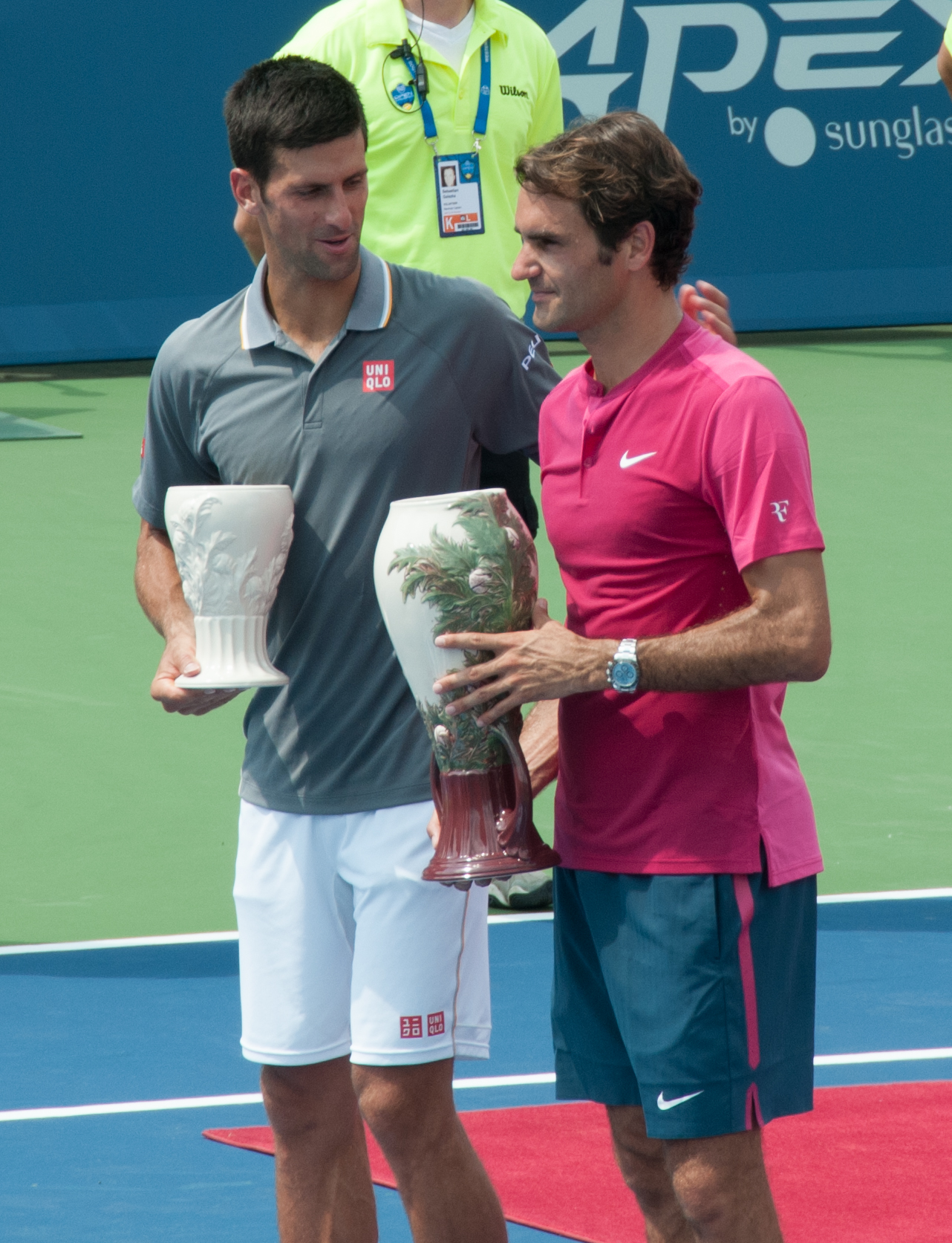
Финалисты мужского одиночного турнира Роджер Федерер и Новак Джокович на церемонии награждения.

Western & Southern Open 2015 — 114-й розыгрыш ежегодного профессионального теннисного турнира среди мужчин и женщин, проводящегося в американском городе Мейсон и являющегося частью тура ATP в рамках серии Мастерс и тура WTA в рамках серии Премьер 5.
В 2015 году турнир прошёл с 17 по 23 августа. Соревнование продолжало североамериканскую серию хардовых турниров, подготовительную к сентябрьскому Открытому чемпионату США. Одиночные соревнования также входили в зачёт бонусной US Open Series.
Прошлогодние победители:
- в мужском одиночном разряде —  Роджер Федерер
- в женском одиночном разряде —  Серена Уильямс
- в мужском парном разряде —  Боб Брайан и  Майк Брайан
- в женском парном разряде —  Ракель Копс-Джонс и  Абигейл Спирс

## Общая информация
Мужской одиночный турнир собрал восемь представителей топ-10 мирового рейтинга. Первым номером посева стал лидер классификации Новак Джокович, а вторым стал прошлогодний чемпион Роджер Федерер. Главные фавориты смогли дойти до финала, где в очном поединке разыграли титул. Сильнее оказался швейцарец Федерер, которому удалось защитить свой титул. Для Роджера победа на местном турнире оказалась седьмой в карьере. До этого он побеждал в 2005, 2007, 2009-10, 2012, 2014 годах и по количеству титулов является рекордсменом турнира.
В мужском парном разряде победу одержали Даниэль Нестор и Эдуар Роже-Васслен. В четвертьфинале они обыграли первых номеров посева и прошлогодних победителей Боба и Майка Брайанов. В финале они переиграли шестых номеров посева Ненада Зимонича и Марцина Матковского. Роже-Васслен впервые победил на местном турнире, а для Нестора этот титул оказался уже пятым в карьере. До этого он выигрывал в 1996, 1998, 2004 и 2009 годах. Разница между его первым и последним титулом в Цинциннати составила 19 лет.
Женский одиночный турнир также собрал почти всех сильнейших теннисисток мира: из первой десятки отсутствовала лишь вторая ракетка в мире Мария Шарапова. Прошлогодняя чемпионка и лидер мирового тенниса Серена Уильямс выступала на турнире в качестве первого номера посева и смогла подтвердить статус фаворита. Американка защитила свой титул, обыграв в финале посеянную под третьим номером Симону Халеп. В основной сетке турнира приняло участие две россиянки: Дарья Гаврилова и Анастасия Павлюченкова. Лучше из них выступила Павлюченкова, которая смогла выйти в четвертьфинал, где уступила финалистке турнира Халеп.
Парный приз у женщин достался несеянному дуэту Чжань Хаоцин и Чжань Юнжань. Представительницам Тайваня смогли в полуфинале выбить первых номеров посева Саню Мирзу и Мартину Хингис. В решающем матче они обыграли № 4 посева Кейси Деллаккву и Ярославу Шведову. Прошлогодние чемпионки Ракель Копс-Джонс и Абигейл Спирс не защищали свой приз, однако Копс-Джонс принимала участие в соревнованиях в альянсе с Анастасией Родионовой из Австралии и их дуэт проиграл во втором раунде.

## Соревнования

### Мужчины. Одиночный турнир
Роджер Федерер обыграл  Новака Джоковича со счётом 7-6(1), 6-3.
- Федерер выигрывает 5-й одиночный титул в сезоне и 87-й за карьеру в основном туре ассоциации.
- Джокович сыграл 10-й одиночный финал в сезоне и 80-й за карьеру в основном туре ассоциации.

### Женщины. Одиночный турнир
Серена Уильямс обыграла  Симону Халеп со счётом 6-3, 7-6(5).
- Уильямс выигрывает 5-й одиночный титул в сезоне и 69-й за карьеру в туре ассоциации.
- Халеп сыграла 5-й одиночный финал в сезоне и 19-й за карьеру в туре ассоциации.

### Мужчины. Парный турнир
Даниэль Нестор /  Эдуар Роже-Васслен обыграли  Ненада Зимонича /  Марцина Матковского со счётом 6-2, 6-2.
- Нестор выигрывает 3-й парный титул в сезоне и 88-й за карьеру в основном туре ассоциации.
- Роже-Васслен выигрывает 2-й парный титул в сезоне и 10-й за карьеру в основном туре ассоциации.

### Женщины. Парный турнир
Чжань Хаоцин /  Чжань Юнжань обыграли  Кейси Деллаккву /  Ярославу Шведову со счётом 7-5, 6-4.
- Хаоцин выигрывает 3-й парный титул в сезоне и 7-й за карьеру в туре ассоциации.
- Юнжань выигрывает 2-й парный титул в сезоне и 13-й за карьеру в туре ассоциации.